# Seznam japonskih arhitektov
Seznam japonskih arhitektov.

## A
- Tadao Ando (1941-)
- Hidetsugu Aneha (1957-)
- Shusaku Arakawa (1936-2010) (umetnik, arhitekt)
- Taro Ashihara (1950-)
- Takamitsu Azuma (1933-2015)

## B
- Shigeru Ban (1957-)

## F
- Ryuji Fujimura (1976-)

## H
- Hiroshi Hara (1936-2025)

## I
- Taro Igarashi (1967-)
- Arata Isozaki (1931-2022)
- Toyo Ito (1941-)

## K
- Kiyonori Kikutake (1928-2011)
- Kurokawa Kisho (1934-2007)
- Koh Kitayama (1950-)
- Kengo Kuma (1954-)
- Kisho Kurokawa (1934-2007)

## M
- Fumihiko Maki (1928-2024)
- Kunio Maekawa (1905-1986)
- Takasaki Masaharu (1953-)

## N
- Hiroshi Nakamura (1974-)
- Ryue Nishizawa (1966-)

## O
- Noriaki Okabe (1947-)
- Masato Otaka (1923-2010)

## S
- Junzo Sakakura (1901-1969)
- Kazuyo Sejima /ž/ (1956-)

## T
- Takasaki Masaharu (1953-)
- Kenzo Tange (1913-2005)
- Yoshio Taniguchi (1937-2024)

## W
- Hiroyuki Wakabayashi (1949-)

## Y
- Riken Yamamoto (1945-)
- Takeshi Yamamura
- Minoru Yamasaki (1912-1986) (jap.-ameriški)
- Tetsuro Yoshida (1894-1956)